# Billy Cobham

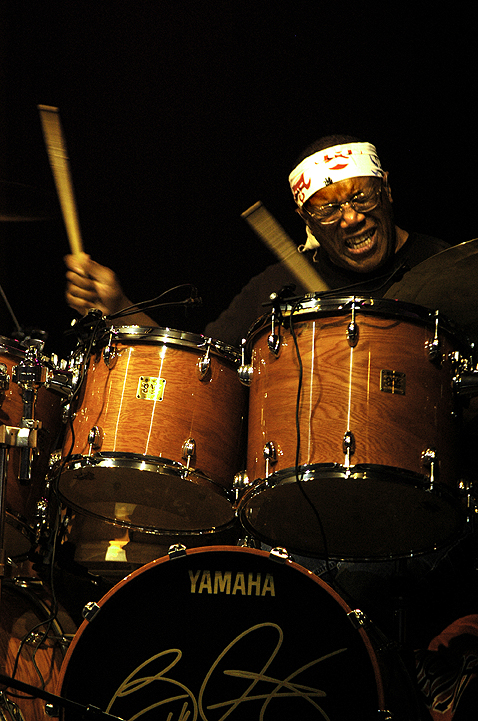
Billy Cobham in 2005

Billy Cobham (Colón (Panama), 16 mei 1944) is een Panamees-Amerikaans drummer. Eind jaren zestig begon hij als jazzdrummer bij onder andere Horace Silver en Miles Davis.
In de jaren zeventig werd hij wereldberoemd als drummer van het Mahavishnu Orchestra van gitarist John McLaughlin. De fusion en jazzrock die deze band speelde, boden Cobham ruime gelegenheid om een drumstijl te ontwikkelen met invloeden van rock en funk, die in die tijd zeer vernieuwend was. Tijdens optredens waren zijn solo's een concert op zich en zijn drumstel was vaak zo uitgebreid dat hij af en toe moest gaan staan om het nog te kunnen bespelen.
Hierna speelde hij samen met een groot aantal bekende musici, onder anderen Chick Corea, Herbie Hancock en Count Basie. Ook werkte hij samen met Grateful Dead.
Cobham heeft daarnaast een groot aantal soloalbums opgenomen, waarop hij vaak als componist meer op de voorgrond treedt dan als instrumentalist. Het album Spectrum met gitarist Tommy Bolin is een standaardwerk voor elke liefhebber van jazzrockmuziek.
Op de in 2019 door het tijdschrift Rolling Stone gepubliceerde ranglijst van 100 beste drummers in de geschiedenis van de popmuziek kreeg Billy Cobham de 45e plaats toegekend.

## Samenwerking met Level 42
Op 24 mei 2008 kwam Billy Cobham naar The Hague Jazz voor een eenmalig optreden als gastdrummer bij Level 42. Toetsenist/zanger Mike Lindup heeft met Cobham het nummer One More Day To Live opgenomen. Gary Husband, die van 1987 tot en met 2010 bij Level 42 drumde, speelde enkele malen toetsen op concerten van Cobham. Zo namen de twee samen ook het livealbum Compass Point in 1997 (uitgebracht in 2013) op.
Voor een uitgebreid overzicht van de plaatopnames van Billy Cobham, zie het artikel Discografie van Billy Cobham.